# Vincent Lecavalier
Vincent Lecavalier (21 de Abril de 1980) foi um ex jogador canadense de Hóquei no gelo. Seu último clube foi o Los Angeles Kings. Lecavalier foi selecionado pelo Tampa Bay Lightning no Draft de 1998, vindo do Rimouski Oceanic. O Tampa Bay Lightning havia adquirido a primeira compra no Draft de 1998 ao trocar com o Florida Panthers. Durante 14 temporadas jogou pela equipe de Tampa Bay, vencendo a Copa Stanley em 2004, e ganhando o Troféu Maurice 'Rocket' Richard como artilheiro da temporada regular em 2007. Assinou em 2 de Julho de 2013 com a equipe de Philadelphia um contrato no total de $22,5 milhões por 5 anos. Esteve presente em 4 oportunidades no jogo das estrelas da NHL, e disputou os Jogos Olímpicos de Inverno de 2006 como parte da seleção canadense.